# 加姆提
加姆提（羅馬化：Kāmthi）是印度马哈拉施特拉邦那格浦尔县的一个城镇。总人口13697（2001年）。

## 人口
该地2001年总人口13697人，其中男性8718人，女性4979人；0—6岁人口1371人，其中男713人，女658人；识字率82.86%，其中男性为88.51%，女性为72.97%。